# یوسف دمیر
یوسف دمیر (انگلیسی: Yusuf Demir؛ زادهٔ ۲ ژوئن ۲۰۰۳) بازیکن فوتبال اهل اتریش است که در پست وینگر برای باشگاه فوتبال راپید وین در بوندس‌لیگا اتریش بازی می‌کند.
وی همچنین در تیم‌های ملی فوتبال، زیر ۲۱ سال اتریش و اتریش بازی کرده‌است.